# Xylocaris oculata
Xylocaris oculata là một loài bọ cánh cứng trong họ Cerambycidae.